# بيتر يانيتشكا
بيتر يانيتشكا (مواليد 25 نوفمبر 1957) هو لاعب كرة قدم. يلعب مع منتخب تشيكوسلوفاكيا لكرة القدم. سبق له أن لعب في كأس العالم لكرة القدم مع منتخب بلاده.

## روابط خارجية
- بيتر يانيتشكا على موقع الاتحاد الدولي (مؤرشف)  (الإنجليزية)
- بيتر يانيتشكا على موقع الاتحاد الأوربي (الإنجليزية)
- بيتر يانيتشكا على موقع الاتحاد التشيكي (الإنجليزية)
- بيتر يانيتشكا على موقع قاعدة بيانات كرة القدم.إي يو (الإنجليزية)
- بيتر يانيتشكا على موقع ناشيونال فوتبول تيمز (الإنجليزية)
- بيتر يانيتشكا على موقع عالم كرة القدم.نت (الإنجليزية)